# Sera do Mar
Sera do Mar (portugalski za „pomorsko gorje”) je područje planina i litica koje se pruža duž 1500 km atlantske obale jugoistočnog Brazila, od brazilske savezne države Espirito Santo na severu, do južne države Santa Katarina; uglavnom u državama Parana i Sao Paulo. Glavne litice čine prirodnu granicu između priobalja i unutarnje visoravni (planalto) srednje visine od 500 do 1.300 m.
Gorja ovog područja su nepovezana i stoga imaju individualna imena poput Sera de Bokajna, Sera de Paranapjakaba, Sera Negra, Sera do Indaja, i dr. Takođe su obuhvaćena i neka od velikih priobalnih ostrva kao što su Iljabela i Ilja Ančieta. Svojom visinom od 2.255 metara Piko da Kaledonija na granici opština Novi Friburgo i Kačoeiras de Makaku (država Rio de Žaneiro) je najviši vrh područja Sera do Mar.
Geološki ovo područje pripada velikoj visoravni kristalnih stena koje čine istočnu Južnu Ameriku, nastalih pre oko 60 miliona godina, i tektonski je veoma stabilno.
U vreme otkrića Brazila (1500) Sera do Mar je bio veoma raznolik ekosistem tropske kišne šume poznat kao Atlantska šuma. Međutim usled urbanizacije i seče šume, izvorni šumski pokrivač je isključivo sačuvan u klancima i morskim liticama. Zbog toga su ova područja upisana na Uneskov spisak mesta Svetske baštine u Americi 1999. godine kao „najbolji i najpotpuniji primer atlantskih šuma Brazila”.
U ovom području se nalazi 25 zaštićenih područja (rezervata prirode, bioloških rezervata i nacionalnih parkova) ukupne površine od oko 468.193 ha, koji su biološki najbogatije područje za proučavanje istorije evolucije atlantskih šuma. Takođe, od brda pokrivenih gustim šumama, do močvara, priobalnih ostrva s izolovanim planinama i dinama, ovo područje predstavlja slikovito prirodno okruženje velike lepote. Sera do Mar se odlikuje i bioraznolikošću velike endemičnosti, što u postotcima iznosi 70% od 450 vrsta drveća, 85% primata i 39% sisara od 120 vrsta (kao što su jaguar, ocelot, šumski pas, vidra La Plata, ali i novootkriveni i kritično ugroženi lavlji tamarin i dr.), što je najveći broj vrsta sisara u Brazilu. Tu obitava i oko 350 vrsta ptica kao što su harpija i retka Aburria jacutinga.

## Geografija
Sera do Mar se prostire paralelno sa obalom Atlanskog okeana od države Espírito Santo do južne Santa Katarine, mada pojedini izvori uvrštavaju i Sera Geral u Sera do Mar, u kom slučaju se lanac proteže do severoistočnog Rio Grande do Sula.
Glavna padina formira granicu između litorala na nivou mora i unutrašnjeg platoa (planalto), koji ima srednju visinu od 500—1.300 m (1.600—4.300 ft). Ove stene su deo Velike eskarpe koja se prostire duž većeg dela istočne obale Brazila južno od grada Salvadora.

## Planinski lanci
Planinski lanci su diskontinuirani na nekoliko mesta i dobili su pojedinačna imena, kao što su Sera de Bokajna, Sera de Paranapjakaba, Sera Negra, Sera dos Orgaos, Sera do Indaja, etc. Lanac se isto tako prostire do nekoliko veći ostrva u blizini obale, kao što su Iljabela u Ilja Ančieta. Sa prosečnom visinom od 2.255 m (7.398 ft), Piko da Kaledonija u Novom Friburgu je među najvišim vrhovima u Sera do Maru.
Geološki, lanac pripada masivnoj platformi kristalnih stena koja se formirala u istočnom delu Južne Amerike, i tektonski je veoma stabilna. Većina uzvišenja u Sera do Maru je formirano pre oko 60 miliona godina.

## Prirodna istorija
U vreme evropskog otkrića Brazila (1500), Sera do Mar je sadržala bogat i veoma raznovrstan ekosistem, sastavljen uglavnom od bujne tropske kišne šume, zvane Atlanska šuma. Međutim, usred urbanizacije i deforestacije, najveći deo šumskog pokrivača je uništen i preostali pokrivač je skoro ekskluzivno prisutan na strmim stijenama s pogledom na more.
Lanac nacionalnih i državnih parkova, ekološki postaja i bioloških reservata u današnje vreme štiti Atlansku šumu i njeno biološko nasleđe, mada kisele kiše, zagađenje, krivolov, potajna seča, šumski požari i zadiranje urbanih područja i farmi, još uvek aktivno uzrokuju uništavanje, posebno u područjima oko gradova. Nekoliko velikih metropola, kao što su Vali do Itažaj, Kuritiba, širi Sao Paulo i širi Rio de Žaneiro, su u blizini Sera do Mara.
Pošumljavanje i rekuperacija biološke raznovrsnosti su veoma teško ostvarivi u uništenim staništima kišnih šuma.

## Galerija
- 3D model Sera do Mar 200 km od Sao Paola
- Nacionalni park Sera dos Orgaos
- Piko do Parana
- Piko do Marumbi
- Reka Parajbuna Paulista

## Literatura
- Saporetti-Junior, Amilcar Walter; Schaefer, Carlos Ernesto G. Reynaud; de Souza, Agostinho Lopes; Soares, Michellia Pereira; Araújo, Dorothy Sue Dunn; Meira-Neto, João Augusto Alves (21. 9. 2011). „Influence of Soil Physical Properties on Plants of the Mussununga Ecosystem, Brazil”. Folia Geobotanica. 47 (1): 29—39. S2CID 17406247. doi:10.1007/s12224-011-9106-9.
- Muylaert, Renata Lara; Vancine, Maurício Humberto; Bernardo, Rodrigo; Oshima, Júlia Emi Faria; Sobral-Souza, Thadeu; Tonetti, Vinicius Rodrigues; Niebuhr, Bernardo Brandão; Ribeiro, Milton Cezar (2018-09-11). „UMA NOTA SOBRE OS LIMITES TERRITORIAIS DA MATA ATLÂNTICA”. Oecologia Australis (на језику: португалски). 22 (3): 302—311. ISSN 2177-6199. doi:10.4257/oeco.2018.2203.09 .
- Rezende, C.L.; Scarano, F.R.; Assad, E.D.; Joly, C.A.; Metzger, J.P.; Strassburg, B.B.N.; Tabarelli, M.; Fonseca, G.A.; Mittermeier, R.A. (октобар 2018). „From hotspot to hopespot: An opportunity for the Brazilian Atlantic Forest”. Perspectives in Ecology and Conservation. 16 (4): 208—214. ISSN 2530-0644. doi:10.1016/j.pecon.2018.10.002 .
- de Lima, Renato A. F.; Oliveira, Alexandre A.; Pitta, Gregory R.; de Gasper, André L.; Vibrans, Alexander C.; Chave, Jérôme; ter Steege, Hans; Prado, Paulo I. (2020-12-11). „The erosion of biodiversity and biomass in the Atlantic Forest biodiversity hotspot”. Nature Communications (на језику: енглески). 11 (1): 6347. Bibcode:2020NatCo..11.6347D. ISSN 2041-1723. doi:10.1038/s41467-020-20217-w.
- Muylaert, Renata Lara; Vancine, Maurício Humberto; Bernardo, Rodrigo; Oshima, Júlia Emi Faria; Sobral-Souza, Thadeu; Tonetti, Vinicius Rodrigues; Niebuhr, Bernardo Brandão; Ribeiro, Milton Cezar (2018-09-11). „UMA NOTA SOBRE OS LIMITES TERRITORIAIS DA MATA ATLÂNTICA”. Oecologia Australis (на језику: португалски). 22 (3): 302—311. ISSN 2177-6199. doi:10.4257/oeco.2018.2203.09 .
- Fundación Vida Silvestre Argentina & WWF (2017). State of the Atlantic Forest: Three countries, 148 million people, one of the richest forests on Earth (PDF). Puerto Iguazú, Argentina.: Technical Report.
- Levin, Simon A. (2013). Encyclopedia of Biodiversity. ACADEMIC PressINC. ISBN 978-0-12-384719-5.
- Lévêque, Christian; Mounolou, Jean-Claude (2004). Biodiversity. Wiley. ISBN 978-0-470-84957-6.
- Margulis, Lynn; Schwartz, Karlene V.; Dolan, Michael (1999). Diversity of Life: The Illustrated Guide to the Five Kingdoms. Sudbury: Jones & Bartlett Publishers. ISBN 978-0-7637-0862-7.
- Markov, A. V.; Korotayev, A. V. (2007). „Phanerozoic marine biodiversity follows a hyperbolic trend”. Palaeoworld. 16 (4): 311—318. doi:10.1016/j.palwor.2007.01.002.
- Moustakas, A.; Karakassis, I. (2008). „A geographic analysis of the published aquatic biodiversity research in relation to the ecological footprint of the country where the work was done”. Stochastic Environmental Research and Risk Assessment. 23 (6): 737—748. doi:10.1007/s00477-008-0254-2.
- Novacek, Michael J. (2001). The Biodiversity Crisis: Losing what Counts. New Press. ISBN 978-1-56584-570-1.
- Baer, Werner (2001-05-30). The Brazilian Economy: Growth and Development, 5th Edition. ABC-CLIO. ISBN 978-0-313-38986-3.
- Crocitti, John J. (2011-12-31). Brazil Today: An Encyclopedia of Life in the Republic. ABC-CLIO. ISBN 978-0-313-34672-9. Приступљено 2012-11-30.
- Goudie, Andrew (2004). Encyclopedia of geomorphology: A-I. Psychology Press. ISBN 978-0-415-32738-1. Приступљено 30. 11. 2012.
- McColl, R. W. (2005-01-01). Encyclopedia of World Geography. Infobase Publishing. стр. 113. ISBN 978-0-8160-7229-3. Приступљено 2012-11-30.
- Ollier, Cliff; Pain, Colin F. (2000). The Origin of Mountains. Psychology Press. ISBN 978-0-415-19889-9. Приступљено 2012-11-30.

## Spoljašnje veze
- Atlantska šuma
- Izvor i evolucija Serra do Mar

26° 00′ 23″ S 48° 57′ 38″ W / 26.00639° Ј; 48.96056° З